# SKID
SKID – rodzina symetrycznych protokołów identyfikacji opracowana na potrzeby projektu RIPE. Do zapewnienia bezpieczeństwa wykorzystuje kluczowane jednokierunkowe funkcje skrótu  MAC.

## SKID2
W protokole tym Bob może udowodnić swoją tożsamość Alicji poprzez zastosowanie poniższego protokołu:
- Alicja generuje liczbę pseudolosową Ra a następnie przesyła ją Bobowi
- Bob generuje liczbę pseudolosową Rb i wysyła ją Alicji wraz z kodem uwierzytelniania wiadomości stworzonym na podstawie Ra, Rb oraz swojej nazwy użytkownika
- Alicja generuje kod MAC na podstawie Ra, Rb i nazwy użytkownika Boba a następnie porównuje go z kodem MAC otrzymanym od Boba. Jeżeli są identyczne, to wie, że faktycznie połączyła się z Bobem

## SKID3
Protokół ten umożliwia obustronne sprawdzenie tożsamości i wygląda następująco:
- Alicja generuje liczbę pseudolosową Ra a następnie przesyła ją Bobowi
- Bob generuje liczbę pseudolosową Rb i wysyła ją Alicja wraz z kodem uwierzytelniania wiadomości stworzonym na podstawie Ra, Rb oraz swojej nazwy użytkownika
- Alicja generuje kod MAC na podstawie Ra, Rb i nazwy użytkownika Boba a następnie porównuje go z kodem MAC otrzymanym od Boba. Jeżeli są identyczne, to wie, że faktycznie połączyła się z Bobem
- Alicja generuje kod MAC na podstawie Rb oraz swojej nazwy użytkownika i wysyła go Bobowi
- Bob oblicza kod MAC na podstawie Rb i nazwy Alice a następnie porównuje go z otrzymanym, jeżeli są identyczne, to ma pewność, że połączył się z Alicją.